# Segunda Fundação
Segunda Fundação (Second Foundation) é o terceiro romance da Série Fundação publicado pelo escritor americano Isaac Asimov, e o quinto na cronologia do universo fundação. Sua primeira publicação foi em 1953 pela Gnome Press.
O livro é composto de duas partes que foram publicadas originalmente em separado na Astounding Science Fiction . A primeira parte apareceu na edição de janeiro de 1948 de Astounding sob o título "Now You See It--", enquanto a segunda foi publicada nas edições de novembro de 1949, dezembro de 1949 e janeiro de 1950 sob o título "--And Now You Don ' t ". Décadas depois, Asimov escreveu mais dois romances sequenciais e duas praquelas. Escritores posteriores adicionaram contos autorizados à série. A série Foundation é frequentemente considerada um dos melhores trabalhos de Isaac Asimov, junto com sua série Robôs.
Segunda Fundação também descreve a organização "Segunda Fundação", que é o foco do texto. A existência da Segunda Fundação foi revelada no primeiro livro Fundação; e é procurada no segunda livro Fundação e Império, fazendo breves aparições nesta novela. Não sendo descrita em detalhes até Limites da Fundação, o quarto livro da série.

## Resumo do Enredo[3]

### Parte I: A Busca do Mulo
A Parte I é sobre a busca do Mulo pela Segunda Fundação, com a intenção de destruí-la. O conselho da Segunda Fundação está ciente da intenção do Mulo e, nas palavras do Primeiro Orador , permite que ele a encontre - "em certo sentido". O Mula envia dois de seus homens em busca da Segunda Fundação: Han Pritcher, que já foi capitão e membro da oposição clandestina antes de ser convertido ao serviço do Mulo, e Bail Channis , um homem "Não-convertido" ( aquele que não foi manipulado mentalmente pelo Mulo para se juntar a ele) que rapidamente subiu na hierarquia e impressionou O Mulo.
Channis revela suas suspeitas sobre a Segunda Fundação estar localizada na Oligarquia de Finistrel, e leva a nave para lá. Eles pousam primeiro em Rossem, um planeta árido controlado por Finistrel para não chamar atenção, e se encontram com seu governador. Assim que eles retornam a nave, Pritcher confronta Channis e acredita que ele encontrou a Segunda Fundação de uma maneira muito rápida e fácil tendo muito sucesso com a sua busca. O Mulo, que colocou um rastreador na nave, aparece e revela que Channis é um menbro da Segunda Fundação. O controle emocional do Mulo sobre Pritcher é rompido durante a luta entre o Mulo e Channis fazendo Pritcher cair em um sono profundo. Com apenas os dois restantes, o Mulo revela que trouxe suas naves para Finistrel e já destruiu o planeta, e ainda sente que o desânimo de Channis é apenas uma simulação. O Mulo força Channis a revelar que Rossem é na verdade a Segunda Fundação e que Finistrel é apenas uma figura de proa.
O Primeiro Orador da Segunda Fundação aparece e revela ao Mulo que seu governo acabou; nem Finistrel nem Rossem são a Segunda Fundação, e o conhecimento de Channis foi falsamente implantado para enganar o Mulo. Os agentes da Segunda Fundação estão indo para Kalgan e os mundos da Fundação para desfazer as Conversões do Mulo, e sua frota está muito longe para impedi-los. Quando o Mulo passa por um momento de desespero, o Primeiro Orador é capaz de assumir o controle e mudar sua mente; ele retornará a Kalgan e viverá o resto de sua curta vida como um déspota benevolente.

#### Resumo Detalhado

##### Capítulo 1: Dois Homens e o Mulo
Politicamente, a União está calma. Economicamente, é próspera. Poucos prefeririam trocar a paz do pulso firme do Mulo pelo caos que o precedera. Nos mundos que cinco anos antes conheceram a Fundação, poderia haver um pesar nostálgico, mas não mais. Os líderes da Fundação estavam mortos, se inúteis; e convertidos, quando úteis. E dos convertidos, o mais útil foi Han Pritcher, agora tenente-general.
- Estado da Galáxia em 300 E.F
Cinco anos após sua derrota nas mãos de Bayta Darell, que o impediu de descobrir onde a Segunda Fundação se esconde, O Mulo continua procurando por ela com a intenção de destruí-la, para que ele possa forjar um novo Império Galáctico sem oposição. Seu segundo em comando é Han Pritcher, ex-capitão do serviço de inteligência da Fundação e agora general das forças do Mulo. Durante esse tempo, Pritcher liderou várias expedições malsucedidas em busca da Segunda Fundação, mas agora o Mulo o preparou para uma nova, que será liderada pelo prodígio militar emergente Bail Channis, dizendo a Pritcher que, como Channis não foi manipulado mentalmente, ele pode ser capaz de dar um salto intuitivo de lógica que o guiará até a Segunda Fundação. Ao mesmo tempo, ele diz a Channis que acredita que há infiltrados da Segunda Fundação em sua União dos Mundos, e precisa dele para evitar que Pritcher seja manipulado pelos inflitrados.

##### Primeiro Interlúdio
"Devemos permitir que o Mulo nos encontre - em certo sentido."
- O Primeiro Orador, para o Conselho Executivo
O Conselho Executivo dos Cinco Oradores da Segunda Fundação está em sessão. Eles discutem as buscas do Mulo pela Segunda Fundação e como eles podem detê-lo. O Primeiro Orador declara que eles devem permitir que o Mulo os encontre, 'em certo sentido'.

##### Capítulo 2: Dois Homens sem o Mulo
"Isso é Finistrel - Fim da Estrela."
- Bail Channis, para Han Pritcher
Channis lidera a busca pela Oligarquia de Finistrel, que é um lugar plausível para a Segunda Fundação se esconder com base na pista de Seldon sobre ela estar escondida no "Fim das Estrelas". Enquanto mostra as evidências a Pritcher da locaização de seu destino é informado pelo Chefe Engenheiro Huxlani que um rastreador foi encontrado no circuito de comunicação e, estranhamente, diz a ele para colocá-lo de volta exatamente onde o encontrou.

##### Segundo Interlúdio
"Então o Mulo está a caminho."
- O Primeiro Orador, para o Segundo Orador
Poucos momentos antes de entrar na Câmara para tratar dos negócios do dia, o Primeiro e o Segundo Oradores compartilham uma rápida troca mental, discutindo sobre a decisão do Primeiro Orador.

##### Capítulo 3: Dois Homens e um Camponês
Rossem é um desses mundos marginais normalmente negligenciados na história galáctica e que pouco se intromete na atenção de homens da miríade de planetas mais felizes.
- Sobre Rossem
A história de Rossem, um planeta controlado por Finistrel, é contada resumidamente. Em vez de ir para o planeta principal, Pritcher e Channis visitam Rossem e conhecem Navori, que lhes conta algumas informações sobre o planeta. Eles se preparam para encontrar os 'Anciões'.

##### Terceiro Interlúdio
Mas e o próprio Mulo?
- Pensamentos privados do Primeiro Orador
O Primeiro Orador olha para o céu noturno, notando que agora nele contém o Mulo. A reunião do Conselho foi curta e acabou. Havia dúvidas e questionamentos inspirados pelo difícil problema matemático de lidar com um mutante de constituição incerta. O Primeiro Orador questiona seu plano.

##### Capítulo 4: Dois Homens e os Anciãos
Os Anciões desta região particular de Rossem não eram exatamente o que se poderia esperar. Eles não eram uma mera extrapolação do campesinato; mais velhos, mais autoritários, menos amigáveis.
- Os mais velhos
Channis e Pritcher encontram os Anciões - Pritcher não gosta deles, enquanto Channis é rapidamente aceito entre eles. Após a reunião, Pritcher se pergunta se ele poderia estar sendo controlado pela Segunda Fundação. Channis se vira para encará-lo e sabe que 'a farsa está acabando'.

##### Quarto Interlúdio
"Que possamos viver para ver o amanhecer!"
- Terceiro Orador, ao Segundo Orador
O segundo e o terceiro oradores se cruzam na estrada. O Terceiro Orador diz que tem uma mensagem para o Primeiro: 'ponto de intersecção'.

##### Capítulo 5: Um Homem e o Mulo
"Channis, temo que você também seja um membro da Segunda Fundação!"
- O Mulo, para Bail Channis
Pritcher chega à conclusão de que Channis é membro da Segunda Fundação e tenta prendê-lo, mas Channis o induz a acreditar que é isso que a Segunda Fundação deseja. O Mulo aparece e diz a Channis que sabe que ele é da Segunda Fundação, pois ele provou ter poderes mantais durante sua audiência inicial. Um impasse se forma quando Channis desfaz a manipulação de Pritcher pelo Mulo, que o mantinha sob controle.

##### Capítulo 6: Um Homem, o Mulo - e Outro
"Acorde Pritcher, vamos para casa."
- O Mulo, após ser mentalmente alterado pelo Primeiro Orador
O Mulo concorda com uma trégua, mas logo revela que enviou sua frota contra Finistrel, acreditando ser a casa da Segunda Fundação, mas enquanto tortura mentalmente Channis, o membro da Segunda Fundação gagueja que Finistrel é apenas um véu, pois Rossem é o mundo real da Segunda Fundação. O Primeiro Orador da Segunda Fundação entra na conversa e surpreende o Mulao com uma série de revelações: Rossem não é o mundo natal da Segunda Fundação, e a única razão pela qual Channis acredita nisso é porque ele foi mentalmente manipulado pela Fundação antes de partir para sua missão. E, pior de tudo, os infiltrados da Segunda Fundação na marinha do Mulo estão prontos para desfazer a manipulação mental sofrida pelos altos oficiais da União, destruindo seu império e garantindo que ele não será capaz de reconstruí-lo. Isso faz com que o Mulo abaixe suas defesas mentais por um segundo, o suficiente para permitir que o Primeiro Orador modifique sua mente para que ele pare de tentar criar um Império Galáctico, permanecendo satisfeito com o que possui.

##### Último Interlúdio
Você está na Segunda Fundação e recuperou sua mente; sua mente original.
Primeiro Orador à Channis
Channis acorda em um hospital curado e recorda a localização real da Segunda Fundação. (A localização não é revelada para o leitor)

### Parte II: A Busca da Fundação
A Parte II ocorre 60 anos após a primeira parte, 55 anos após a morte do Mulo por causas naturais.
A (Primeira) Fundação, abandonou a União de Planetas sediada em Kalgan  após a morte do Mulo. Agora, ciente da existência da Segunda Fundação; acreditam que esta garante o sucesso do Plano Seldon apesar das suas crises, como o conflito em curso da Fundação com Kalgan. A guerra que se seguiu é vencida pela Fundação e está listada na Encyclopedia Galactica como o último grande conflito antes da ascensão do Segundo Império. Alguns fundacionistas, entretanto, desconfiam da Segunda Fundação e dos poderes mentais de mulo de seus membros, e esperam encontrá-la e destruí-la.
Depois de inventar um dispositivo que pode bloquear habilidades telepáticas e causar grande dor aos telepatas, a Fundação encontra e detém indefinidamente cerca de 50 telepatas em Terminus. O planeta, capital da Fundação, fica às margens da Via Láctea . Visto que, como diz Arkady Darell , "um círculo não tem fim", então, ao traçar o disco da galáxia em torno de sua borda, a pessoa voltaria a Terminus, sendo então o "extremo oposto" do circulo seu inicio. Os fundacionistas acreditam que, com a Segunda Fundação finalmente destruída, o Plano Seldon poderá prosseguir sem a interferência dos telepatas.
Os telepatas eram, no entanto, nada além de mártires participando de um complô armado pela Segunda Fundação para induzir o povo de Terminus a pensar que a ameaça da Segunda Fundação não existe mais, tendo assim o Plano Seldon original sendo restaurado, enquanto a real localização da Segunda Fundação permanece um segredo.
A Segunda Fundação está realmente localizada em Trantor - a antiga capital do Império Galáctico - no centro da galáxia. Foi chamado de "Fim da Estrela" devido ao antigo ditado que "Todos os caminhos levam a Trantor, e é aí que todas as estrelas terminam".

##### Destino da segunda fundação
Os eventos que aconteceram fizeram parte de uma trama de longo alcance desenvolvida por Preem Palver, o Primeiro Orador da Segunda Fundação, para dar a Primeira Fundação a confiança de ser capaz de se manter por conta própria enquanto a Segunda Fundação volta a se esconder nas sombras, como era previsto. 
A localização da Segunda Fundação é revelada como Trantor, tendo várias explicações:
- Primeiro: A galáxia é uma espiral dupla, e com a Fundação na extremidade de um braço, a "outra extremidade da galáxia" seria a outra extremidade do mesmo braço, o centro.
- Segundo: Hari Seldon era um cientista social , não físico, então "o outro extremo da galáxia" deveria ter sido considerado no sentido social: já que Terminus estava no ponto em que o poder e o prestígio do Império eram os mais fracos, então " o outro extremo da galáxia "teria sido o ponto em que o poder e o prestígio do Império eram mais fortes.
- Terceiro: Trantor foi chamado de Fim da Estrela, devido ao antigo ditado "Todos os caminhos levam a Trantor, e é aí que todas as estrelas terminam."[3]

## Os Romances de Asimov Ambientados No Universo DeRobôs/Império/Fundação
O prefácio de Prelúdio à Fundação contém a ordem cronológica dos livros de ficção científica de Asimov. Asimov afirmou que os livros de sua Série Robôs, Império e Fundação "oferecem uma espécie de história do futuro, que talvez não seja completamente consistente, já que eu não planejei consistência para começar". Asimov também observou que os livros em sua lista "não foram escritos na ordem em que (talvez) deveriam ser lidos".

Os seguintes romances estão listados em ordem cronológica por narrativa:
1. Eu Robô / I, Robot (1950)[5] - Um romance autônomo de concerto (fix-up - Uma correção (ou correção) é um romance criado a partir de vários contos de ficção que podem ou não ter sido inicialmente relacionados ou publicados anteriormente.) contendo 9 contos sobre robôs.
2. O Homem Positrônico / The Positronic Man (1992)[6] - Um romance autônomo co-escrito com Robert Silverberg, baseado na noveleta de Asimov de 1976 O Homem Bicentenario, "The Bicentennial Man".
3. Nêmesis / Nemesis (1989)[7] - Um romance autônomo vagamente conectado as série Robôs/Império/Fundação, ambientado nos primeiros dias das viagens interestelares.
4. As Cavernas de Aço / The Caves of Steel (1954) [8]- Primeira novela de R. Daneel Olivaw - Primeiro livro da Série Robôs.
5. O Sol Desvelado / The Naked Sun (1957) [9]- Segunda novela de R. Daneel Olivaw - Segundo livro da Série Robôs.
6. Os Robôs da Alvorada / The Robots of Dawn (1983) - Terceira novela de R. Daneel Olivaw - Terceiro livro da Série Robôs.
7. Robôs e Império / Robots and Empire (1985) - Quarta novela de R. Daneel Olivaw - Quarto livro da Série Robôs.
8. As Correntes do Espaço / The Currents of Space (1952) - Primeiro romance da Série Império.
9. Poeira de Estrelas / The Stars, Like Dust (1951) - Segundo romance da Série Império.
10. Pedra no Céu / Pebble in the Sky (1950) - Terceiro romance da Série Império.
11. Prelúdio a Fundação / Prelude to Foundation (1988) -Primeiro romance da Série Fundação.
12. Origens da Fundação / Forward the Foundation (1993) - Segundo romance da Série Fundação.
13. Fundação / Foundation (1951) - Terceiro romance da Série Fundação.
14. Fundação e Império / Foundation and Empire (1952) - Quarto romance da Série Fundação.
15. Segunda Fundação / Second Foundation (1953) - Quinto romance da Série Fundação.
16. Limites da Fundação / Foundation's Edge (1982) - Sexto romance da Série Fundação.
17. Fundação e Terra / Foundation and Earth (1986) - Sétimo romance da Série Fundação.
18. O Fim da Eternidade / The End of Eternity (1955)[10] - Um romance autônomo vagamente conectado à série Robôs/Império/Fundação, sobre uma organização que altera o tempo.Referências

1. ↑  1920-1992., Asimov, Isaac, Foundation, ISBN 0-00-830592-7, OCLC 1151328387, consultado em 31 de dezembro de 2021
2. ↑  Isaac., Asimov, (2011), Foundation's Edge, ISBN 978-0-307-96774-9, Penguin Random House Audio Publishing Group, OCLC 1051082987, consultado em 31 de dezembro de 2021
3. 1 2 3 4 5  1920-1992., Asimov, Isaac,. Second foundation. [S.l.: s.n.] OCLC 1272901807
4. 1 2  1920-1992., Asimov, Isaac, (2011), Prelude to Foundation, ISBN 978-0-307-97061-9, Penguin Random House Audio Publishing Group, OCLC 1056996354, consultado em 19 de dezembro de 2021
5. ↑  author., Asimov, Isaac, 1920-1992,. I, Robot. [S.l.: s.n.] OCLC 1159898073
6. ↑  1920-1992., Asimov, Isaac, (2004), The positronic man, ISBN 0-7927-3266-9, BBC Audiobooks America, OCLC 224314073, consultado em 19 de dezembro de 2021
7. ↑  Verfasser, Asimov, Isaac 1920-1992. Nemesis Roman. [S.l.: s.n.] OCLC 75682996
8. ↑  author., Asimov, Isaac, 1920-1992,. The caves of steel. [S.l.: s.n.] OCLC 1030533556
9. ↑  Isaac., Asimov, (2014), The Naked Sun, ISBN 978-0-8041-9123-4, Penguin Random House Audio Publishing Group, OCLC 982627215, consultado em 19 de dezembro de 2021
10. ↑  Isaac., Asimov, (2020). The end of eternity. [S.l.]: Del Rey. OCLC 1194591688